# Phonte
Phonte Lyshod Coleman (Greensboro, 28 de dezembro de 1978), conhecido artisticamente como Phonte, é um rapper norte-americano.